# Period
Period è il primo mixtape del duo musicale statunitense City Girls, pubblicato l'11 maggio 2018 dalla Quality Control Music.

## Promozione
Where the Bag At è stato l'unico singolo estratto dal mixtape ed è stato pubblicato il 23 febbraio 2018. Il 9 ottobre 2018 è stato pubblicato alla Rhythmic contemporary radio statunitense.
Il mixtape è stato pubblicato insieme a un video musicale della traccia Take Yo Man. I video musicali di Period (We Live), Millionaire Dick e Not Ya Main sono seguiti rispettivamente in agosto, settembre e ottobre 2018.